# كاسرا نوری
كاسرا نوری(بالفارسية: کسری نوری)، ناشط حقوقي وسياسي إيراني. وهو رئيس تحرير موقع «مجذوبان نور» الذي يغطي أخبار مجتمع الدراويش الديني، كما تم اعتقال نوري مع عائلته خلال احتجاجات الدراويش 2018 وحكم عليه بالسجن ۱۲ عامًا والجلد ۱۴۸ جلدة. دعم مهدي كروبي (المرشح الرئاسي) في الانتخابات الرئاسية الإيرانية ۲۰۰۹.
ألقي القبض على الصحفية الإيرانية كسرة نوري في فبراير ۲۰۱۸ أثناء تغطيتها للاحتجاجات الدينية لموقع مجذوبان نور، الذي يغطي أخبارًا عن جماعة صوفی درویش، وهي جماعة صوفية منشقة. ويقضي عقوبة بالسجن ۱۲ عامًا بتهم مناهضة للدولة في سجن عادل أباد بالقرب من مدينة شيراز بوسط البلاد، بعد أن كان محتجزًا في البداية في سجن طهران الكبرى. أيدت محكمة الاستئناف في طهران الحكم الصادر ضده في مارس / آذار ۲۰۰۹.
خلال احتجاجات الدراويش 2018 ، تم اعتقاله مع والدته شكوفة يدالهي وشقيقيه بوريا نوري وأمير نوري.
مجذوبان نور الإلكترونية النور يغطي الأخبار عن نابادی الدراويش المجتمع الديني. أفاد نوري أن قوات الأمن والمخابرات حرضت السكان المحليين على مهاجمة الدراويش خلال مواجهة في سبتمبر / أيلول 2011، مما تسبب في مقتل وإصابة عدد آخر. وسُجن العديد من الدراويش، بمن فيهم العديد من الصحفيين الآخرين في موقع مجذوبان النور، فور حملة القمع عام 2011.
اعتقل نوري عام 2012 وحكم عليه عام 2013 بالسجن أربع سنوات وأربعة أشهر بتهم "الدعاية ضد النظام" و "العمل ضد الأمن القومي" و "إهانة المرشد الأعلى" و "العضوية في مجذوبان النور". المجموعة "، بحسب مجذوبان النور.
واعتقلت قوات الأمن الصحفي خمس مرات.

## القبض والسجن
تم القبض عليه لأول مرة في 11 يناير / كانون الثاني 2012 في منزله من قبل رجال شرطة يرتدون ملابس مدنية،  وحدث ذلك بعد 47 يومًا من الحبس في مكتب المخابرات. لم تعرف عائلته شيئًا عن مكان وجوده أو حالته إلا بعد شهر؛ بعد محاولات متكررة سُمح لهم أخيرًا بالزيارة. عُرف باسم مستعار «رقم 100»، وأُطلق سراحه بكفالة قدرها 50 مليون تومان (أو 500 مليون ريال إيراني). استغرق الإفراج المؤقت عن السجناء السياسيين أسبوعين. للمرة الثانية، في 24 مارس / آذار، قُبض عليه مرة أخرى في منزله على أيدي رجال شرطة يرتدون ملابس مدنية بعد مقابلة مزعومة مع إذاعة أوروبا الحرة. تم منع الإفراج عنه بكفالة  بعد 15 شهرًا من الاعتقال ونقله إلى محكمة الثورة في شيراز، وحُكم عليه في 23 أبريل 2012، وحكم عليه بالسجن لمدة أربع سنوات وأربعة أشهر.
وبحسب حملة حقوق الإنسان  فإن التهمة الموجهة إليه تنص على أن أفعال هذا الناشط في مجال حقوق الإنسان ستؤدي إلى «تشجيع الابتكار في مسائل العقيدة» و «انعدام الأمن في المجتمع وتعزيز الخرافات». صدر الأمر عن القاضي الرشيدي  رئيس الفرع الثالث لمحكمة الثورة في شيراز، وأخيراً، بعد تأجيل دام خمسة أشهر ، تم تأكيد الاستئناف. محام مؤهل، في عام 2012 أصدر هو ومجموعة من المحامين والمدافعين عن حقوق  دعوات للحفاظ على استقلال نقابة المحامين الإيرانية.
تم القبض على نوري في وقت لاحق وسجن بسبب أنشطته المناهضة للنظام. تم اعتقاله لمدة 11 يومًا في يناير 2018 وسجن في سجن إيفين دون أي إجراءات قانونية. وقالت والدته لقناة بي بي سي الفارسية في ذلك الوقت إنه أضرب عن الطعام فور اعتقاله. وفقًا لمقابلة مع نوري في يناير 2018 من موقع أخبار الشتات الإيراني WW ، تم إطلاق سراح نوري أخيرًا.

## إضراب عن الطعام
في يناير / كانون الثاني 2013، احتج السجناء في طهران على سوء المعاملة من خلال الإضراب عن الطعام لمدة 90 يومًا. بدأ الصحفي الإضراب عن الطعام في أبريل / نيسان 2013 احتجاجًا على نقل عدد من صحفيي المجذوبين نور إلى الحبس الانفرادي. وأخيراً، وبعد تلبية السلطات لمطالب الدراويش، انتهى إضراب الأسرى عن الطعام. تسبب سجناء الدراويش المضربون عن الطعام مع نوري في قلق عالمي بشأن الوضع. آنا غوميز،  وهو عضو في البرلمان الأوروبي وكتب إلى الإيرانية السفارة في بلجيكا والبرتغال وأرسل رسالة إلى الإيرانيين وزارة الخارجية تدعو كسرة نوري وغيرها من الدراويش سجن، ليطلق سراحه. أصدرت وزارة الخارجية  بيانًا بشأن وضع كسرة نوري وسجناء سياسيين آخرين، معربًا عن قلقه على إذاعة دويتشه فيله الألمانية في اليوم التاسع والستين من إضرابه عن الطعام. كما شاركت منظمة العفو الدولية بواعث قلقها بشأن هذه القضية. بالإضافة إلى ذلك، زعم السيد كسرى نوري في بيانه أن سلطات الاحتجاز في "وزارة السجون" في شيراز، ضربت السجناء لإنهاء إضرابهم عن الطعام. أعربت الحائزة على جائزة نوبل للسلام شيرين عبادي، في رسالة  إلى أحمد شهيد، عن تعاطفها مع كسرة نوري ووضع الدراويش، لا سيما فيما يتعلق بحقوق الأقليات الدينية في إيران.

## قناعات
حُكم على نوري بالسجن 12 عامًا، و 74 جلدة، وسنتين في المنفى في مدينة نائية، وحظر لمدة عامين على الأنشطة السياسية والاجتماعية والإعلامية، وحظر لمدة عامين على السفر خارج إيران، راديو فري بتمويل أمريكي. أفاد راديو أوروبا / راديو ليبرتي في 30 يوليو 2018. أفادت إذاعة RFE / RL أن القاضي مشعل الله أحمد زاده، رئيس الفرع 26 في محكمة الثورة في طهران، حاكم نوري وأصدر حكمًا غيابيًا ضده. في 28 يوليو / تموز على تويتر، قالت Majzooban-e-Noor إن نوري أدين بعدد من التهم. وذكر تقرير أصدرته هيومن رايتس ووتش في 29 أغسطس / آب أن هذه التهم تشمل «التجمع والتواطؤ ضد الأمن القومي» و «الإخلال بالنظام العام» و «التمرد على الضباط المناوبين» و «الدعاية ضد الدولة».
أكد شقيق نوري، بوريا نوري، الخبر على حسابه الشخصي على تويتر في 9 مارس 2019، حيث كتب: «نظرًا لقرار أخي بعدم استئناف حكمه، تم تأييد الحكم الأولي عليه وإبلاغه / الإعلان عنه اليوم في السجن».
واتهم كسرة نوري مع: الدعاية ضد النظام، العمل ضد الأمن القومي، الكشف عن أسرار الدولة، والمقابلات، والعضوية في عصابات majzooban المنحرف، إهانة لل قيادة، الرأي العام، ونشر الأكاذيب، مقابلة مع الأجنبية وسائل الإعلام. كان لديه قضيتان أمام المحكمة في كل من الجمهور ومحكمة جنايات شيراز، ووصف القاضي بأنه غير كفء. وحُكم عليه بالسجن لمدة عام مع وقف التنفيذ. مع الحكم الصادر عن القاضي رشيد رئيس محكمة ثورة شيراز فرع شيراز الثالث لمحكمة الثورة. وحُكم عليه بالسجن أربع سنوات وأربعة أشهر.